# الثعلب العجوز
الثعلب العجوز (بالفارسية: روباه پیر) مصطلح يستخدمه الإيرانيون لوصف المملكة المتحدة. أول من استخدمه هو سيد أحمد أديب بيشافاري. يستخدم المصطلح عدة مرات في المجتمع الإيراني ووسائل الإعلام والصحف.

## خلفية
يعتبر الثعلب في اللغة الفارسية والعديد من اللغات الأخرى، رمزًا للشخصية الماكرة ويشير إلى شخص ماكر يضع شخصًا في موقف صعب. أول من استخدم المصطلح ومفهومه المناهض لبريطانيا هو الشاعر سيد أحمد أديب بيشافاري (1844-1930). عندما كان أحمد صغيرًا، قُتل والده وأقاربه في الحرب الإنجليزية الفارسية 1857-1858. كان لديه شعور معاد للبريطانيين وكتب العديد من القصائد بهذه المشاعر. وصف بيشافاري دائمًا المملكة المتحدة من قبل الحيوانات بأنها الثعلب العجوز، والغراب المشؤوم، والأفعى السامة في قصائده. ولكن مصطلح الثعلب العجوز هو الذي بقي يستخدم.

## أسباب التسمية
هناك عدة أسباب تاريخية لتسمية إيران بريطانيا بالثعلب القديم أو الشيطان الصغير تشمل: الدور المباشر في انحراف الثورة الدستورية الإيرانية، وانقلاب 1921 وانقلاب 1953، الحركة التخريبية أثناء تأميم صناعة النفط الإيرانية، ودورها المزعوم في أعمال الشغب بعد انتخابات 2009 الرئاسية.

## في السنوات الاخيرة
بعد أن فرضت لندن في عام 2011 عقوبات متعلقة بالطاقة النووي على إيران، وصف المرشد الأعلى الإيراني علي خامنئي السفارة البريطانية بأنها «سفارة شريرة».
عندما أعيد فتح السفارة البريطانية في عام 2015، أعلنت وسائل الإعلام والصحف الإيرانية عن عودة الثعلب. وكتبت صحيفة حمايات في صفحتها الأولى «وصل الثعلب العجوز وأضوائه مطفأة»، ونشرت صحيفة رسالات «لا أحد سعيد بعودة الثعلب العجوز»، وكتبت صحيفة كيهان اليومية «في عيون إيران،ما زالت بريطانيا هي الثعلب العجوز». 